# Hardinxveld
Hardinxveld est une ancienne commune néerlandaise de la province de la Hollande-Méridionale. La commune était composée des localités de Boven-Hardinxveld et Neder-Hardinxveld.
Le village s'est probablement développée à partir du XIe siècle à partir du noyau qui constitue aujourd'hui le centre de Boven-Hardinxveld. Le village-rue s'est étendu sur quelques kilomètres vers l'ouest, jusqu'à la limite avec Giessendam, le long de la digue de la Merwede et Merwede inférieure.
En 1957, Hardinxveld fusionna avec une partie de Giessendam pour former la commune de Hardinxveld-Giessendam.